# عبد العزيز السعود
عبد العزيز عمر السعود (مواليد 8 يوليو 1999) هو لاعب كرة قدم سعودي يلعب في نادي الأسياح.

## مسيرة اللاعب
لعب في الفئات السنية في نادي التعاون و بعدها لعب مع نادي الصقر ونادي الجبلين ونادي القيصومة ونادي الريان ونادي طويق ونادي الأسياح.